# Bahnhof Langenselbold
Der Bahnhof Langenselbold liegt an der Kinzigtalbahn in Hessen und dient der Stadt Langenselbold als Bahnhof.

## Geschichte
Der Bahnhof wurde an der Frankfurt-Bebraer Eisenbahn errichtet, deren südwestlicher Abschnitt heute die Kinzigtalbahn ist. Mit der Betriebsaufnahme des Teilstücks Hanau Ost–Wächtersbach am 1. Mai 1867 begann hier der Verkehr.

## Empfangsgebäude
Das Empfangsgebäude wurde 1868 in klassizistischem Stil axialsymmetrisch errichtet. Es ist also ein Gebäude der „ersten Generation“ des Hochbaus an der Strecke. Allerdings wurde es in seinem Aussehen stark verändert: Sowohl das ursprünglich zweistöckige Hauptgebäude als auch der im Osten angebaute, ehemals einstöckige Gaststättentrakt wurden später jeweils um ein Stockwerk erhöht. Der ursprüngliche Bau beruht vermutlich auf einem Entwurf von Julius Eugen Ruhl. Das Empfangsgebäude ist Kulturdenkmal nach dem Hessischen Denkmalschutzgesetz.

## Verkehr
Der Bahnhof hat heute einen Haus- und einen Inselbahnsteig.
Die Strecke zwischen Hanau-Wolfgang und Gelnhausen ist für 200 km/h ausgebaut, so dass Züge des Fernverkehrs den Bahnhof mit hoher Geschwindigkeit durchfahren. Der Bahnhof Langenselbold wird heute nur vom Nah- und Regionalverkehr bedient und hat eine große Bedeutung für den Pendlerverkehr aus dem und in das Rhein-Main-Gebiet.
| Linie | Verlauf | Takt                                  | Betreiber      |
| ----- | --- | ------------------------------------- | -------------- |
| RE 50 | Kinzigtalbahn: Frankfurt (Main) Hbf – Frankfurt (Main) Süd – Offenbach (Main) Hbf – Hanau Hbf – Langenselbold – Gelnhausen – Wächtersbach – Bad Soden-Salmünster – Steinau (Straße) – Schlüchtern – Flieden – Neuhof (Kr Fulda) – Fulda (– Hünfeld – Bad Hersfeld – Bebra) (einzelne Züge) Stand: Fahrplanwechsel Dezember 2021 | 60 min (Verstärker zur HVZ)           | DB Regio Mitte |
| RB 51 | Kinzigtalbahn: Frankfurt (Main) Hbf – Frankfurt (Main) Süd – Offenbach (Main) Hbf – Hanau Hbf – Wolfgang (Kr Hanau) – Rodenbach (b Hanau) – Langenselbold – Niedermittlau – Hailer-Meerholz – Gelnhausen – Haitz-Höchst – Wirtheim – Wächtersbach (– Bad Soden-Salmünster) (nur zur HVZ) Stand: Fahrplanwechsel Dezember 2021   | 60 min 20/40 min (wochentags zur HVZ) | DB Regio Mitte |

Von 1904 bis 1955 wurde der Bahnhof Langenselbold noch durch die Freigerichter Kleinbahn der Gelnhäuser Kreisbahnen angefahren. Die Kleinbahn hatte ein eigenes Empfangsgebäude und eigene Anlagen östlich des „Staatsbahnhofs“, zu dem es ein Übergabegleis gab. Die Strecke überquerte östlich des Ortes die Strecke Frankfurt–Fulda.
Die zwischen Hanau und Langenselbold verkehrende Hanauer Kleinbahn dagegen hatte einen eigenen, wesentlich ortsnäheren Bahnhof in Langenselbold und fuhr den „Staatsbahnhof“ nicht an.
Am Bahnhof bieten sich folgende Busanschlüsse in die umliegenden Dörfer und Städte:
| Buslinie | Weg                                                                                        | Betreiber                      |
| -------- | ------------------------------------------------------------------------------------------ | ------------------------------ |
| MKK-53   | Freigericht – Gondsroth – Neuenhaßlau – Langenselbold – Niederrodenbach – Wolfgang – Hanau | Stroh Bus-Verkehrs GmbH        |
| MKK-55   | Somborn – Gondsroth – Neuenhaßlau – Langenselbold – Ravolzhausen (Schulbus)                | Stroh Bus-Verkehrs GmbH        |
| MKK-59   | „Selbolder Stadtbus“: West/Ostring (Bahnhof–Markt am Ring)                                 | Heuser                         |
| MKK-60   | Gelnhausen – Hailer – Meerholz – Niedermittlau – Neuenhaßlau – Langenselbold               | Stroh Bus-Verkehrs GmbH        |
| MKK-68   | Langenselbold – Niedergründau – Rothenbergen – Lieblos – Roth – Gelnhausen                 | Regionalverkehrsdienst Gründau |